# Thanawat Saipetch
Thanawat Saipetch (thailändisch ธนวัฒน์ ทรายเพชร, * 27. Januar 2004 in Surin), auch als Boom bekannt, ist ein thailändischer Fußballspieler.

## Karriere

### Verein
Thanawat Saipetch erlernte das Fußballspielen in der Schulmannschaft Ban Na Di School sowie in der Jugendmannschaft von Buriram United. Als Jugendspieler wurde er von Ende November 2021 bis Saisonende 2021/22 an den Drittligisten Prime Bangkok FC ausgeliehen. Mit dem Verein aus der Hauptstadt Bangkok spielte er in der Bangkok Metropolitan Region. Ende Mai 2022 kehrte er nach Buriram zurück. Hier unterschrieb er am 1. Juni 2022 auch seinen ersten Profivertrag. Der Verein aus Buriram spielt in der ersten Liga, der Thai League. Ende Juli 2022 wechselte er auf Leihbasis zum Zweitligisten Customs United FC. Sein Zweitligadebüt für den Bangkoker Verein gab Thanawat Saipetch am 20. November 2022 (14. Spieltag) im Auswärtsspiel gegen den Aufsteiger Nakhon Si United FC. Bei der 3:2-Niederlage wurde er in der 77. Minute für Siwakorn Jakkuprasat eingewechselt. Mit dem Verein aus Samut Prakan wurde man am Ende der Saison 2022/23 Tabellendritter und qualifizierte sich somit für die Aufstiegsspiele zur ersten Liga. Hier musste man sich jedoch im Finale gegen den Uthai Thani FC geschlagen geben. Am Ende der Saison 2023/24 belegte er mit dem Klub den vorletzten Tabellenplatz und musste somit in die dritte Liga absteigen. Nach 29 Ligaspielen kehrte er nach der Ausleihe nach Buriram zurück. Hier wurde sein Vertrag jedoch nicht verlängert. Anfang August 2024 unterschrieb er einen Vertrag beim Drittligisten Raj-Pracha FC. Mit dem Verein aus der Hauptstadt Bangkok spielte er zehnmal in der Western Region der Liga. Nach der Hinrunde wechselte er im Dezember 2024 zu dem in der Northern Region spielenden Maejo United FC. Am Ende der Saison 2024/25 feierte er mit dem Verein die Meisterschaft der Region. In den Aufstiegsspielen zur zweiten Liga konnte man sich jedoch nicht durchsetzen. Im August 2025 wechselte er in die Eastern Region. Hier schloss er sich in Sattahip dem Navy FC an.

### Nationalmannschaft
Thanawat Saipetch spielte 2019 dreimal für die thailändische U16-Nationalmannschaft. 2022 spielte er für die U19, U20 und die U23-Nationalmannschaft. Mit der U23 nahm er an der AFF U-23 Championship in Kambodscha teil. Hier unterlag man im Final gegen das Team aus Vietnam.

## Erfolge

### Verein
Maejo United FC
- Thai League 3 – North: 2024/25

### Nationalmannschaft
Thailand U23
- AFF U-23 Championship: 2022 (2. Platz)